# Ancylodactylus chyuluensis
Ancylodactylus chyuluensis — вид геконоподібних ящірок родини геконових (Gekkonidae). Ендемік Кенії. Описаний у 2022 році.

## Поширення і екологія
Ancylodactylus chyuluensis відомі за типовим зразком, зібраним в горах Чулу на південному сході Кенії, на висоті 1200 м над рівнем моря.